# 連続少年切り付け魔事件
連続少年切り付け魔事件（れんぞくしょうねんきりつけまじけん）は1963年3月14日から1964年10月10日までに、東京都西北部で発生した6歳から14歳までの少年の下腹部などを切りつけられた連続傷害事件である。「杉並少年通り魔事件」とも呼ばれる。全部で13件発生し、そのほとんどが下腹部を狙ったものであり、それに失敗すれば顔や足をしかたなく切り付けるものであった。下腹部を切りつけられた複数の被害者が性器を切断され、1人は性器の全てを失うという異常な犯行態度であった。犯人は警察に「切り裂きジャック」の署名で挑戦状を郵送するなどしたが、後に逮捕され事件は解決した。

## 事件
1. 1963年3月14日午後3時ごろ、杉並区の路上で、自転車に乗っていた男児（当時10歳）を後ろから突き飛ばし、顔を切りつける（全治10日間）。
2. 7月14日午前7時半ごろ、同区で昆虫採集をしていた男児（当時11歳）と中学生（当時14歳）を縛り付けて殴りつける（全治5日間）。
3. 7月15日午後4時ごろ、同区で昆虫採集をしていた男児（当時11歳）を縛り付け、猿ぐつわをして、下腹部を切りつける（全治2週間）。
4. 9月21日午後6時ごろ、練馬区で栗拾いをしていた男児2人（当時11歳と12歳）を縛り付けて殴りつけ、片方の顔を切りつける（切りつけられた男児が全治10日間）。
5. 12月23日午後3時半頃、杉並区で遊んでいた男児2人（当時12歳）を縛り付けて殴りつける。
6. 12月26日午後0時ごろ、同区で通行中の男児（当時13歳）を呼び止め、草原に連れ込んで縛り付けて猿ぐつわをした上、彼の性器を切断（全治2ヶ月）。
7. 翌年5月3日午前8時半ごろ、練馬区で遊んでいた男児（当時6歳）の首を切りつける（全治2週間）。
8. 8月28日午後7時ごろ、杉並区で自転車に乗っていた男児（当時10歳）を突き飛ばし、顔を切りつける（全治3週間）。事件発生から2日後とさらに10日後の計2回にわたり、男児宅に脅迫状を送りつける。「まずは100万円を持ってこい、警察に通報すると男児を殺す」と書いて脅かし、次に「警察に通報したからには覚悟しろ」と書いて翻弄するという非常に悪質なものだった。
9. 8月30日午前8時半ごろ、埼玉県北足立郡大和町（現・和光市）で遊んでいた中学生（当時14歳）を縛り付け、陰部を切りつける（全治3週間）。
10. 9月3日午後6時半ごろ、中野区で通行中の男児（当時12歳）を空き地に連れ込み、首と耳を切りつける（全治3週間）。
11. 10月10日午後3時半頃、武蔵野市で通行中の男児（当時9歳）を縛り付け、下腹部を切りつける（全治1ヶ月）。

## 犯人逮捕
1963年12月26日の事件が発生するまで、捜査本部すら置かれず、軽傷だからと被害届すら提出されていなかった。また、捜査本部が設置された後も広範囲にわたって犯行を繰り返していたため、1年半も犯人を逮捕することが出来ず捜査は難航していた。最後の事件となった1964年10月10日に武蔵野市で発生した事件では警視庁荻窪北口交番の前で犯行の様子を記したノートが発見された。このノートはこの年の夏に杉並区内の小学校から盗まれたもので、筆跡から高校生程度の少年と推定された。そのためこの小学校の卒業生が調べられ、容疑者が絞られ12月26日に警視庁野方警察署は17歳の都立高校2年の男子高校生を逮捕した。

## 犯行動機
犯人の高校生は両親と弟の4人家族の中流家庭であり、中学までは学業も上位クラスであった。深夜までの受験勉強と塾通いで、第一志望の高校に合格。だが成績は中の下となり、勉強に対する意欲も薄れていく。高校入学直後から、通り魔事件を繰り返していたことが判明。
中学までは孤独な優等生という近寄りがたい存在であったが、高校に入学してからは背の低い孤独な人となってしまい、勉強はもちろん、身長を伸ばす薬を通信販売で購入するなど、自分なりに努力するも、どちらも思うような結果を得られず、挫折を味わっている。何とか挫折から逃れようとしたのか、家では畳の上でもスリッパを履き、箸を使わずナイフとフォークで食べていた。
動機として高校生は雑誌にあった男が女を切り付ける話があり、それを小学生の男児にやってみたら、「その瞬間スーッとした快感を覚えた（犯人供述より）」ので繰り返し行ったという猟奇的なものであった。
犯行を繰り返していた間、警察やマスコミに計13通の挑戦状を送っており、中には英文で書かれたものもあった。

## その後
1966年、東京地裁で少年には懲役3年以上4年以下の不定期刑が言い渡され、服役。1969年に仮釈放されたが、その4ヵ月後から20件以上の放火・窃盗や、及び中学3年生の少年を金槌で殴打して全治3週間の怪我を負わせるなどしたため、1970年8月5日に逮捕。1972年３月31日に懲役12年の判決が言い渡された。